# حوكمة البيانات
تعد حوكمة البيانات (بالإنجليزية: Data governance) مصطلح يستخدم على كل من المستوى الكلي والمستوى الجزئي. يُعتبر مفهوم حوكمة البيانات كبيان ومفهوم سياسي، ويشكل جزءًا من العلاقات الدولية وعمليات إدارة الإنترنت؛ حيث أن حوكمة الإنترنت هي مفهوم الإدارة التي تشكل جزءا من حوكمة الشركات.

## المستوى الكلي
يشير مصطلح حوكمة البيانات هنا إلى إدارة تدفقات البيانات عبر الحدود من قِبل البلدان، وبالتالي يُطلق عليها بشكل أكثر دقة إدارة البيانات الدولية. وتُعتبر حقل جديد في عمليات الإدارة البياناتية؛ حيث أنها تتكون من «القواعد والمبادئ والقواعد التي تحكم أنواع مختلفة من البيانات».

## المستوى الجزئي
ينصب التركيز هنا على الشركات الفردية فقط. تعد حوكمة البيانات هنا مفهومًا لإدارة البيانات الذي يتعلق بالقدرة التي تمكن المنظمة من ضمان وجود جودة عالية للبيانات طوال دورة حياة البيانات كاملة. تشمل مجالات التركيز الرئيسية لإدارة البيانات التوافر وإمكانية الاستخدام والاتساق وسلامة البيانات وأمن البيانات، وتشمل أيضاً إنشاء عمليات لضمان الإدارة الفعالة للبيانات في جميع أنحاء المؤسسة مثل المسائلة عن الآثار الضارة لجودة البيانات السيئة وضمان أن البيانات المملوكة من قبل المؤسسة يمكن استخدامها بأكملها من قبل المؤسسة.
تعد مهمة الإشراف على البيانات دورًا يضمن اتباع عمليات إدارة البيانات وتطبيق الإرشادات وتوصيات بإجراء تحسينات على عمليات إدارة البيانات.
تشمل حوكمة البيانات الأشخاص والعمليات وتكنولوجيا المعلومات المطلوبة لإنشاء معالجة متسقة وسليمة لبيانات المؤسسة عبر أعمال المؤسسة نفسها. يوفر لجميع ممارسات إدارة البيانات الأساس والاستراتيجية والهيكل الضروري لضمان إدارة البيانات كأصل وتحويلها إلى معلومات مفيدة. قد يتم تحديد الأهداف على جميع مستويات المؤسسة، وقد يساعد ذلك في قبول العمليات من قبل أولئك الذين سيستخدمونها. بعض الأهداف تشمل ما يلي:
- زيادة الاتساق والثقة في صنع القرار.
- تقليل مخاطر الغرامات التنظيمية.
- تحسين أمن البيانات، وكذلك تحديد متطلبات سياسات توزيع البيانات والتحقق منها.[5]
- تعظيم إمكانات توليد الدخل للبيانات.
- تعيين المساءلة عن جودة المعلومات.
- تمكين أفضل التخطيطات من قبل موظفي الإشراف.
- تقليل أو القضاء على إعادة العمل.
- تحسين فعالية الموظفين.
- إنشاء أسس أداء العملية لتمكين جهود التحسين.
- الاعتراف وعقد كل مكسب.

تتحقق هذه الأهداف أعلاه من خلال تنفيذ برامج إدارة البيانات، أو المبادرات التي تستخدم تقنيات إدارة التغيير.
عندما ترغب الشركات، أو يُطلب منها، للسيطرة على بياناتها، فإنها تُمكّن موظفيها، وتضع عملياتهم وتحصل على مساعدة من قطاعات ومختصين باستخدام التكنولوجيا للقيام بذلك.
وفقًا لأحد البائعين التجاريين، تعد حوكمة البيانات أحد أنظمة مراقبة الجودة لتقييم المعلومات التنظيمية وإدارتها واستخدامها وتحسينها ومراقبتها وصيانتها وحمايتها. إن حوكمة البيانات هو نظام حقوق القرار والمساءلة للعمليات المتعلقة بالمعلومات، ويتم تنفيذه وفقًا للنماذج المتفق عليها والتي تصف من يمكنه اتخاذ الإجراءات مع أي معلومات، ومتى، وفي أي ظرف من الظروف، باستخدام الأساليب المتفق عليها.

### أمثلة
الحكم الديمقراطي المفتوح:
- خريطة الشارع المفتوحة
- ويكي بيانات

## برامج تشغيل حوكمة البيانات
في حين أن مبادرات حوكمة البيانات يمكن أن تكون مدفوعة بالرغبة في تحسين جودة البيانات، إلا أنها في الغالب مدفوعة بقادة المستوى C الذين يستجيبون للوائح الخارجية. في تقرير حديث أجراه مجتمع CIO WaterCooler ، قد صرح بأنه 54 ٪ هو الدافع الرئيسي من الكفاءة في العمليات؛ و39 ٪ هي المتطلبات التنظيمية؛ وفقط 7 ٪ هي متعلقة بخدمة العملاء. أمثلة من هذه اللوائح هو قانون ساربينز أوكسلي Base1 ، Base2 ، HIPAA، والنظام الأوروبي العام لحماية البيانات، وcGMP ، وعدد من لوائح خصوصية البيانات. لتحقيق الامتثال لهذه اللوائح، تتطلب عمليات وضوابط الأعمال عمليات إدارة رسمية تحكم البيانات الخاضعة لهذه اللوائح. تحدد البرامج الناجحة الدوافع المهمة للقيادة الإشرافية والتنفيذية.
المواضيع المشتركة بين اللوائح الخارجية تركز على الحاجة إلى إدارة المخاطر. قد تكون المخاطر عبارة عن أخطاء مالية أو إصدار غير مقصود للبيانات الحساسة أو ضعف جودة البيانات لاتخاذ القرارات الرئيسية. تختلف طرق إدارة هذه المخاطر من صناعة إلى أخرى. تشمل الأمثلة على أفضل الممارسات والإرشادات المرجعية الشائعة COBIT وISO / IEC 38500 وغيرها. يخلق تكاثر اللوائح والمعايير تحديات أمام محترفي حوكمة البيانات، خاصة عندما تتداخل لوائح متعددة مع البيانات التي تتم إدارتها. غالبًا ما تطلق المنظمات مبادرات حوكمة البيانات لمواجهة هذه التحديات.

## مبادرات حوكمة البيانات (الأبعاد)
تعمل مبادرات حوكمة البيانات على تحسين جودة البيانات من خلال تعيين فريق مسؤول عن دقة البيانات واكتمالها واتساقها وتوقيتها وصلاحيتها وتفردها. يتكون هذا الفريق عادة من القيادة التنفيذية وإدارة المشاريع ومديري خطوط الأعمال ومراقبي البيانات. يستخدم الفريق عادة شكلاً من أشكال منهجية معينة لتتبع بيانات المؤسسة وتحسينها، مثل الحيود السداسي Six Sigma، وأدوات لتعيين البيانات وتوصيفها وتطهيرها ومراقبتها.
قد تهدف مبادرات حوكمة البيانات إلى تحقيق عدد من الأهداف، بما في ذلك تقديم رؤية أفضل للعملاء الداخليين والخارجيين (مثل إدارة سلسلة التوريد)، أو الامتثال للقانون التنظيمي، أو تحسين العمليات بعد النمو السريع للشركة أو دمج الشركات، أو للمساعدة في كفاءة عمال المعرفة في المؤسسة عن طريق الحد من الارتباك والخطأ وزيادة نطاق معرفتهم. العديد من مبادرات حوكمة البيانات مستوحاة أيضًا من المحاولات السابقة لإصلاح جودة المعلومات على مستوى الإدارات، مما يؤدي إلى عمليات جودة بيانات غير متناسقة ومتكررة. معظم الشركات الكبيرة لديها العديد من التطبيقات وقواعد البيانات التي لا يمكن مشاركة المعلومات فيها بسهولة. لذلك، في غالب الأمر لا يتمكن العاملون في مجال المعرفة في المؤسسات الكبيرة من الوصول إلى المعلومات التي يحتاجونها لأداء وظائفهم على أفضل وجه. عندما يكون لديهم وصول إلى البيانات، قد تكون جودة البيانات رديئة. لذا ومن خلال إعداد ممارسة لحوكمة البيانات أو مرجع بيانات الشركة، يمكن تخفيف هذه المشكلات.
يختلف هيكل مبادرة حوكمة البيانات ليس فقط مع حجم المؤسسة، ولكن مع الأهداف المرجوة أو «مجالات التركيز»  من الجهد.

## التنفيذ
قد يختلف تنفيذ مبادرة حوكمة البيانات من حيث النطاق والأصل. في بعض الأحيان، ستنشأ ولاية تنفيذية لبدء جهد على مستوى المؤسسة، وأحيانًا تكون الولاية هي إنشاء مشروع أو مشاريع تجريبية، محدودة النطاق ومحدودة الأهداف، حيث تهدف إما إلى حل المشكلات الحالية أو إظهار القيمة. في بعض الأحيان، ستنشأ مبادرة في أسفل التسلسل الهرمي للمؤسسة، وسيتم نشرها في نطاق محدود لإظهار القيمة للرعاة المحتملين في المؤسسة. رغم كل ذلك، إلا أنه يمكن أن يختلف النطاق الأولي للتطبيق بشكل كبير أيضًا، من مراجعة نظام تكنولوجيا المعلومات لمرة واحدة، وإلى خلق مبادرة مشتركة بين المنظمات.

## أدوات حوكمة البيانات
قادة برامج إدارة البيانات الناجحة قد أعلنوا في شهر ديسمبر بعام 2006 في مؤتمر حوكمة البيانات في أورلاندو، فلوريدا، بأن حوكمة البيانات تتراوح بين 80 و95 في المئة من الاتصالات. وهذا مذكور، فمن المأخوذ به من هذا الأمر بأن العديد من أهداف البيانات يجب أن يتم إنجازها عبر برامج الحوكمة وبإستخدام الأدوات المناسبة، حيث يقوم العديد من البائعين التجاريين الآن بوضع منتجاتهم كأدوات لإدارة البيانات؛ نظرًا لاختلاف مجالات التركيز في مختلف مبادرات حوكمة البيانات، قد تكون أو لا تكون أي أداة معينة مناسبة، بالإضافة إلى العديد من الأدوات التي هي في الأصل لا يتم التسويق عنها لأن أدوات الحوكمة تلبي احتياجات وطلبات الحوكمة.

## منظمات إدارة البيانات
داما الدولية (DAMA) 
DAMA (رابطة إدارة البيانات) هي جمعية دولية لا تهدف إلى الربح ومستقلة عن البائعين التجاريين، تضم خبراء تقنيين ورجال أعمال مكرسين لتعزيز مفاهيم وممارسات إدارة موارد المعلومات (IRM) وإدارة موارد البيانات (DRM).
منظمة محترفي إدارة البيانات (DGPO) 
منظمة محترفي حوكمة البيانات (DGPO) هي جمعية لا تهدف إلى الربح، أو بائع محايد، وهي جمعية لرجال الأعمال وتكنولوجيا المعلومات ومحترفي البيانات المكرسين لتعزيز الانضباط في إدارة البيانات. الهدف من DGPO هو توفير منتدى يعزز النقاش وإقامة الشبكات للأعضاء وتشجيع وتطوير وتنمية مهارات الأعضاء العاملين في مجال حوكمة البيانات.
مؤسسة خريطة الشارع المفتوح
هي شركة محدودة بموجب الضمان، مسجلة في إنجلترا وويلز في يوم 22 بشهر أغسطس في عام 2006.
مجتمع حوكمة البيانات 
تُكرس مجتمع حوكمة البيانات لتعزيز نموذج جديد للاستخدام الفعال وحماية المعلومات التي تُحكم فيها البيانات وتُعتمد كأصل فريد للشركة.
مجلس إدارة البيانات 
مجلس حوكمة البيانات هو عبارة عن منظمة شكلتها شركة IBM وتتألف من الشركات والمؤسسات ومقدمي الحلول التقنية مع الهدف المعلن لبناء الاتساق ومراقبة الجودة في الحوكمة، مما سيساعد الشركات على حماية البيانات الهامة بشكل أفضل.
مجلس إدارة بيانات المؤسسة (EDM) 
مجلس EDM هي منظمة غير ربحية أُنشئت لرفع ممارسة إدارة البيانات كأولوية تجارية. «نحن دعاة لكل من معايير المحتوى ودعاة لتقديم أفضل الممارسات لإدارة البيانات».
IQ الدولية - الرابطة الدولية للمعلومات وجودة البيانات 
IQ الدولية هي جمعية مهنية لا تهدف إلى الربح، ومورّدة من البائعين التجاريين، وقد تم تشكيلها في عام 2004، وهي مكرسة لبناء مهنة جودة المعلومات والبيانات.
إدارة البيانات الأسترالية (DGA) 
تم إنشاء Data Governance Australia (DGA) في الأصل من قِبل Data Republic ، وهي جمعية غير هادفة للربح، تم إنشاؤها لتعزيز الاستخدام المسؤول للبيانات.
مجلس حوكمة الامتثال والرقابة (CGOC) 
مجلس حوكمة الامتثال والرقابة (CGOC)، هو منتدى للمهنيين القانونيين، وتكنولوجيا المعلومات، والسجلات وإدارة المعلومات مكرس لتوفير البصيرة والتفاعل، ويقدم المعلومات التي يحتاجونها لاتخاذ قرارات تجارية جيدة.
مؤسسة ويكيميديا / قسم ويكيداتا
هي منظمة غير ربحية وخيرية أمريكية مقرها في سان فرانسيسكو، كاليفورنيا. تشتهر في الغالب بمشاركة ويكيميديا . وتمتلك اسم نطاق الإنترنت WIKIDATA.org وتدير الموقع WIKIDATA.org . دردشة المشروع هي هيئة القرار الرئيسية في ويكيداتا.

## مؤتمرات حوكمة البيانات
يتم عقد عدد من المؤتمرات الرئيسية ذات الصلة بحوكمة البيانات سنويًا منها:
مؤتمر حوكمة البيانات وجودة المعلومات 
هي مؤتمرات تجارية تعقد كل عام في الولايات المتحدة الأمريكية.
مؤتمر إدارة البيانات في أوروبا 
هي مؤتمرات تجارية تعقد سنويا في لندن، إنجلترا.
مؤتمر جودة المعلومات والبيانات
هذا المؤتمر لم يخصص من أجل مؤتمر الربح الذي تديره IQ الدولية في الولايات المتحدة الأمريكية.
مؤتمرات إدارة البيانات الرئيسية وإدارة البيانات 
يتم إدارة سبعة مؤتمرات رئيسية سنويًا بواسطة معهد MDM في لندن وسان فرانسيسكو وسيدني وتورونتو ومدريد وفرانكفورت ومدينة نيويورك.
سلسلة مؤتمرات قمة المعلومات المالية 
تستضيفه مجلة Inside Reference Data في نيويورك ولندن وهونغ كونغ وتورونتو وشيكاغو وفرانكفورت وباريس وطوكيو.
الاجتماعات الإقليمية لمجلس مراقبة حوكمة الامتثال (CGOC) 
تعقد الاجتماعات الإقليمية مرتين في السنة في جميع أنحاء الولايات المتحدة الأمريكية وأوروبا.